# Simon Jones
Simon Jones (Malmesbury (Wiltshire), 27 juli 1950) is een Brits acteur.

## Biografie
Jones heeft zijn middelbare school doorlopen aan de King's College in Taunton en hierna ging hij studeren aan de Universiteit van Cambridge in Cambridge.
Jones is vanaf 3 december 1983 getrouwd en heeft een kind.

## Filmografie

### Films
Uitgezonderd korte films.
- 2019 Downton Abbey - als King George V
- 2016 The Hitchhiker's Guide to the Galaxy Radio Show Live - als Arthur Dent
- 2013 The Search for Simon - als de man in de hoed
- 2006 Griffin & Phoenix – als professor
- 2006 Spectropia – als The Duck
- 2005 The Hitchhiker's Guide to the Galaxy – als Ghostly Image
- 1999 The Thomas Crown Affair – als de accountant
- 1997 The Devil's Own – als Harry Sloan
- 1996 Matilda – als Shellhammer
- 1995 12 Monkeys – als dierkundige
- 1994 Miracle on 34th Street – als Donald Shellhammer
- 1994 Normandy: The Great Crusade – als Andrew Wilson (stem)
- 1993 For Love or Money – als Albert
- 1991 American Friends – als Anderson
- 1990 Green Card – als gast op feest
- 1986 Club Paradise – als Toby Prooth
- 1985 Brazil – als politieagent
- 1983 The Meaning of Life – als Chadwick / Jeremy Portland-Smyth
- 1983 Privates on Parade – als sergeant Eric Young-Love
- 1982 Giro City – als Henderson
- 1981 Reds – als collega van Louise Bryant in Frankrijk
- 1980 Sir Henry at Rawlinson End – als Joachim
- 1976 Out of the Trees – als ??

### Televisieseries
Uitgezonderd eenmalige gastrollen.
- 2022 - 2023 The Gilded Age - als Bannister - 17 afl.
- 2021 - 2022 Margate Murder Mystery - als de Aankondiger - 5 afl.
- 2000 – 2003 Oz – als rechter Mason Kessler – 2 afl.
- 2002 Benjamin Franklin – als Thomas Penn – 3 afl.
- 1997 One Life to Live – als Guy Armitage - ? afl.
- 1997 Liberty! The American Revolution – als Ambrose Serle – 4 afl.
- 1992 Loving – als Geoffrey Butler - 17 afl.
- 1991 Shrinks – als Jack Cavendish – 7 afl.
- 1988 Tattingers – als Norman Asher – 2 afl.
- 1985 The Price – als Lansbury – 5 afl.
- 1982 Muck and Brass – als Basil Bastedes - ? afl.
- 1981 Brideshead Revisited – als Lord Brideshead – 8 afl.
- 1981 The Hitchhiker's Guide to the Galaxy – als Arthur Dent – 6 afl.
- 1976 Rock Follies – als Juan Les Pins – 2 afl.

## Theaterwerk opBroadway
- 2021 - 2022 Trouble in Mind - als Henry
- 2017 - 2018 Farinelli and the King - als John Rich (understudy)
- 2009 Blithe Spirit – als Dr. Bradman
- 1999 – 2000 Waiting in the Wings – als Perry Lascoe
- 1999 Ring Around the Moon – als Romainville
- 1998 The Herbal Bed – als Barnabus Goche / plaatsvervangende generaal
- 1995 The School for Scandal – als Joseph Surface
- 1992 The Real Inspector Hound and the Fifteen Minute Hamlet – als Moon / Hamlet
- 1992 Private Lives – als Elyot Chase
- 1991 Getting Married – als Reginald Bridgenorth
- 1985 – 1986 Benefactors – als Colin
- 1984 – 1985 The Real Thing – als Max

- Bibliothèque nationale de France: cb141912267 (data)
- Gemeinsame Normdatei: 1128664291
- International Standard Name Identifier: 0000 0001 1756 2059
- Library of Congress Control Number: no99033172
- MusicBrainz: 0f06b582-6043-4e9e-8475-4ea5997f1fe8
- Nationale Bibliotheek van Tsjechië: mzk2013742710
- Nationale Bibliotheek van Israël: 987007343348205171
- Virtual International Authority File: 31447258
- WorldCat: E39PBJtmwDDC46R43MmbVRdPcP